# Andrzej Rządkowski
Andrzej Rządkowski (Breslavia, 4 de marzo de 1997) es un deportista polaco que compitió en esgrima, especialista en la modalidad de florete.
Ganó dos medallas de bronce en el Campeonato Europeo de Esgrima, en los años 2018 y 2022, ambas en la prueba por equipos.

## Palmarés internacional
| Campeonato Europeo | Campeonato Europeo | Campeonato Europeo | Campeonato Europeo  |
| Año                | Lugar              | Medalla            | Prueba              |
| ------------------ | ------------------ | ------------------ | ------------------- |
| 2018               | Novi Sad (Serbia)  | Medalla de bronce  | Florete por equipos |
| 2022               | Antalya (Turquía)  | Medalla de bronce  | Florete por equipos |